# 北椋鳥屬
北椋鳥屬是雀形目椋鸟科下的一個屬。本屬物種分佈於亞洲地區，目前下屬2個物種。

## 命名歷史
本屬物種為英國自然學家歐仁·W·奧特斯於1758年描述。其模式種由奧特斯指定為北椋鸟。其屬名由古希臘語的（agros、田野）及（psar、椋鳥）組成。

## 下屬物種
本屬包含以下物種：
- 北椋鸟 Agropsar sturninus (Pallas, 1776)
- 紫背椋鸟 Agropsar philippensis (Pennant, 1781)

## 外部連結
- 维基共享资源上的相關多媒體資源：北椋鳥屬
- 維基物種上的相關：北椋鳥屬